# کاوشگر مرز میان‌ستاره‌ای
کاوشگر مرز میان‌ستاره‌ای (به انگلیسی: Interstellar Boundary Explorer) یا IBEX نام ماهوارهٔ کاوشگر روباتیکی متعلق به ناسا است و توسط شرکت لاکهید مارتین و مؤسسه تحقیقات جنوب غربی ساخته و هدایت می‌شود.

## نگارخانه

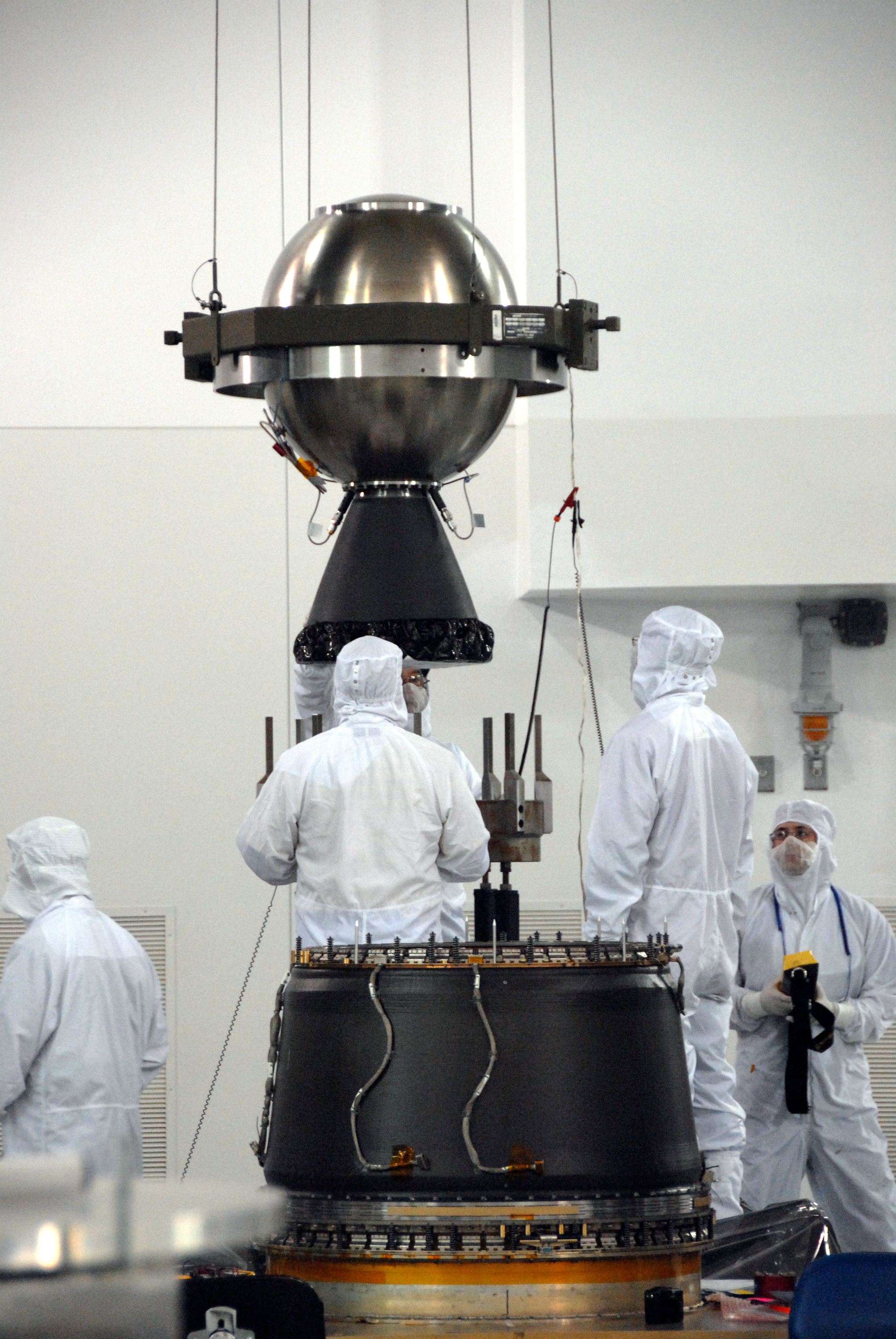
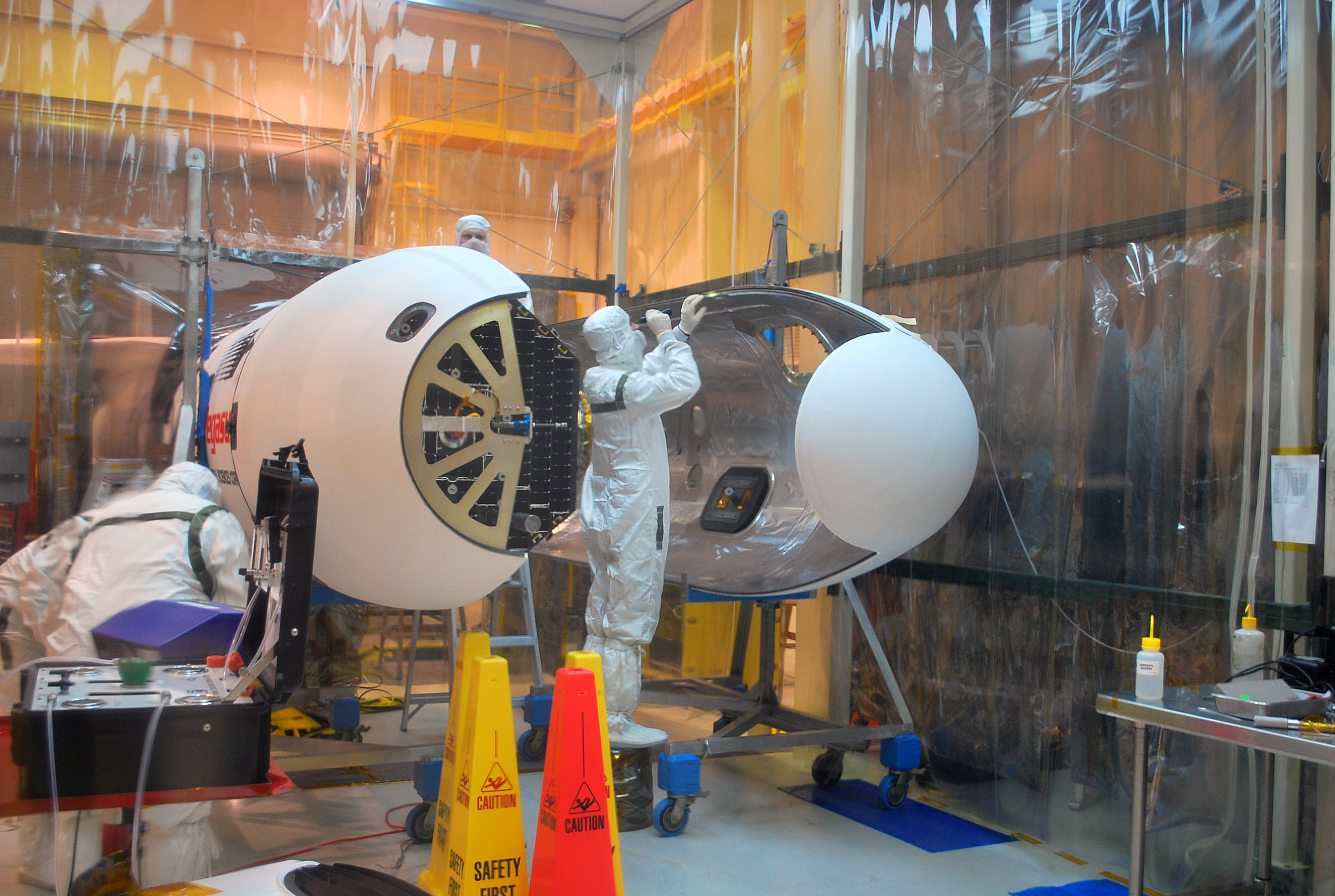
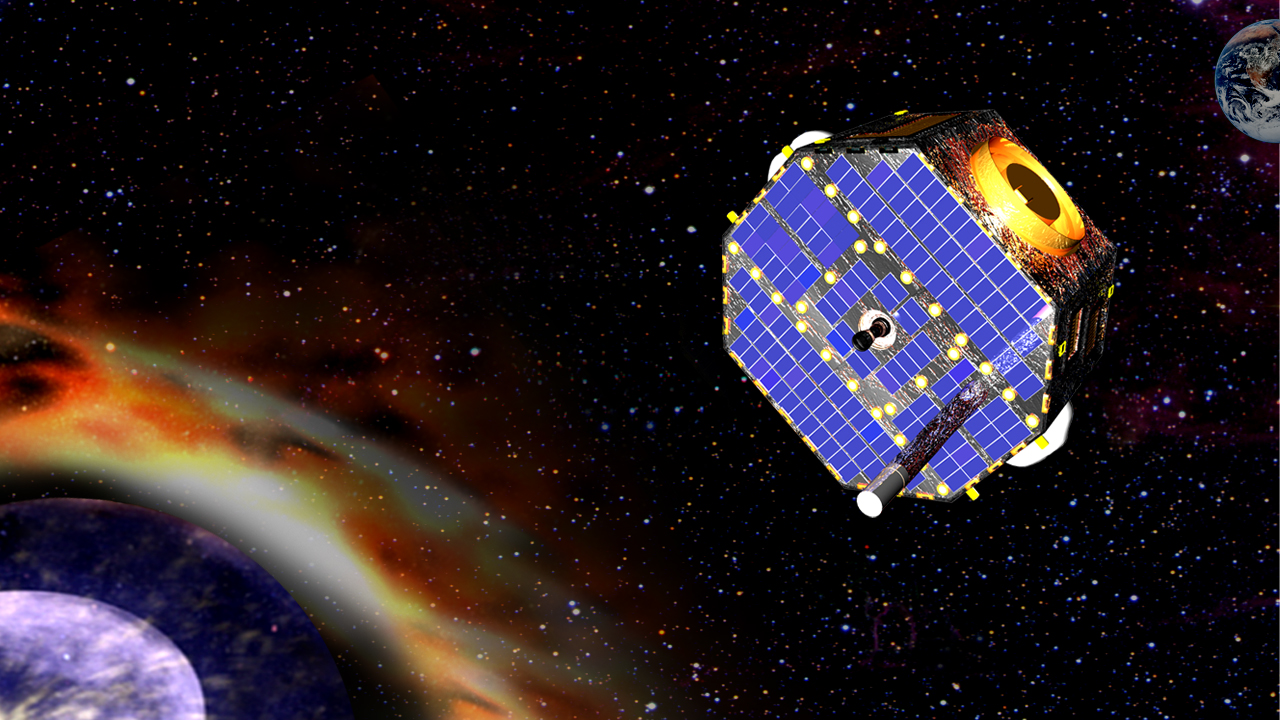